# 3a edició dels Premis de l'Audiovisual Valencià
La cerimònia d’entrega dels premis de la 3a edició dels Premis de l'Audiovisual Valencià va tenir lloc al Palau de les Arts Reina Sofia el 22 de novembre de 2020, patrocinada per l’Institut Valencià de Cultura i amb un aforament del 50 % degut a les restriccions imposades per la pandèmia per COVID-19. La cerimònia fou presentada per Núria Roca i hi van estar presents el conseller de cultura Vicent Marzà, la secretària de cultura Raquel Tamarit i el director de l'IVC Abel Guarinos entre d'altres. Va comptar amb les actuacions de La Fúmiga i Peter Gun & The Paper Hats i es va homenatjar a Luis García Berlanga i a Ennio Morricone. El repartiment de premis fou molt igualat, ja que la més premiada fou La mort de Guillem amb tres premis, i Empar Ferrer va rebre el Premi d'Honor.

## Palmarès i nominacions

### Premis honorífics
- Empar Ferrer[4]

### Millor llargmetratge de ficció
| Imatge                     | Pel·lícula                                  | Direcció              |
| -------------------------- | ------------------------------------------- | --------------------- |
|                            | La mort de Guillem                          | Carlos Marqués-Marcet |
| La boda de Rosa            | Icíar Bollaín                               |                       |
| Coses a fer abans de morir | Miguel Llorens i Cristina Fernández Pintado |                       |

### Millor llargmetratge documental
| Imatge                   | Pel·lícula                       | Direcció    |
| ------------------------ | -------------------------------- | ----------- |
|                          | The Mystery of the Pink Flamingo | Javier Polo |
| Lobster Soup             | Pepe Andreu i Rafael Moles       |             |
| La receta del equilibrio | Óscar Bernàcer                   |             |

### Millor direcció
| Imatge                     | Direcció           | Pel·lícula      |
| -------------------------- | ------------------ | --------------- |
|                            | Icíar Bollaín      | La boda de Rosa |
| Carlos Marqués-Marcet      | La mort de Guillem |                 |
| Pepe Andreu i Rafael Moles | Lobster Soup       |                 |

### Millor guió
| Imatge                     | Guió                              | Pel·lícula         |
| -------------------------- | --------------------------------- | ------------------ |
|                            | Alfred Pérez-Fargas i Roger Danès | La mort de Guillem |
| Icíar Bollaín, Alicia Luna | La boda de Rosa                   |                    |
| Sixto García, Javier Polo  | The Mystery of the Pink Flamingo  |                    |

### Millor Música Original
| Composició musical          | Pel·lícula                 |
| --------------------------- | -------------------------- |
| Josep Zapater, Noelia Pérez | Coses a fer abans de morir |
| Vanessa Garde               | la boda de Rosa            |
| Tarquim (Pau Vidal)         | La mort de Guillem         |

### Millor Actor Protagonista
| Imatge                    | Actor protagonista | Pel·lícula                 |
| ------------------------- | ------------------ | -------------------------- |
|                           | Sergio Caballero   | Coses a fer abans de morir |
| Àlex Brendemühl i Gubern  | L'ofrena           |                            |
| Pablo Molinero i Martínez | La mort de Guillem |                            |

### Millor Actriu Protagonista
| Imatge           | Actriu protagonista   | Pel·lícula         |
| ---------------- | --------------------- | ------------------ |
|                  | Gloria March i Chulvi | La mort de Guillem |
| Verónica Echegui | L'ofrena              |                    |
| Candela Peña     | La boda de Rosa       |                    |

### Millor Actor de Repartiment
| Imatge              | Actor de Repartiment   | Pel·lícula                 |
| ------------------- | ---------------------- | -------------------------- |
|                     | Àngel Fígols i Llorach | Coses a fer abans de morir |
| Sergi López i Ayats | La boda de Rosa        |                            |
| Xavo Giménez        | La mort de Guillem     |                            |

### Millor Actriu de Repartiment
| Imatge        | Actriu de Repartiment      | Pel·lícula                 |
| ------------- | -------------------------- | -------------------------- |
|               | Cristina Fernández Pintado | Coses a fer abans de morir |
| Magüi Mira    | Un mundo normal            |                            |
| Nathalie Poza | La boda de Rosa            |                            |

### Millor Muntatge i Postproducció
| Muntatge i postproducció | Pel·lícula         |
| ------------------------ | ------------------ |
| Sara Marco Caballero     | Lobster Soup       |
| Nacho Ruiz Capillas      | La boda de Rosa    |
| Carlos Prieto Cabrera    | La mort de Guillem |

### Millor Direcció de Fotografia i Il·luminació
| Direcció de Fotografia i Il·luminació | Pel·lícula               |
| ------------------------------------- | ------------------------ |
| Celia Riera                           | La receta del equilibrio |
| José Martín Rosete                    | Zero                     |
| Sergi Gallardo, Beatriz Sastre        | la boda de Rosa          |

### Millor Direcció Artística
| Direcció Artística           | Pel·lícula                       |
| ---------------------------- | -------------------------------- |
| Carla Fuentes                | The Mystery of the Pink Flamingo |
| Rafa Jannone                 | La mort de Guillem               |
| Carlos Ramon i Uxua Castelló | Un cercle en l'aigua             |

### Millor Direcció de Producció
| Direcció de Producció   | Pel·lícula                 |
| ----------------------- | -------------------------- |
| Cristian Guijarro       | La boda de Rosa            |
| Natalia Maestro         | La mort de Guillem         |
| Lorena Torres           | Coses a fer abans de morir |
| Patricia Velert Sánchez | Lobster Soup               |

### Millor So
| So                                       | Pel·lícula                       |
| ---------------------------------------- | -------------------------------- |
| Leticia Argudo                           | The Mystery of the Pink Flamingo |
| José Manuel Sospedra Iván Martínez Rufat | La mort de Guillem               |
| José Manuel Sospedra Iván Martínez Rufat | Coses a fer abans de morir       |

### Millor Vestuari
| Vestuari       | Pel·lícula           |
| -------------- | -------------------- |
| Inés Liverato  | Un cercle en l'aigua |
| Giovanna Ribes | La boda de Rosa      |
| Inés Liverato  | La mort de Guillem   |

### Millor Maquillatge i Perruqueria
| Maquillatge i Perruqueria  | Pel·lícula           |
| -------------------------- | -------------------- |
| Vicen Beti, Fina Espert    | Un cercle en l'aigua |
| Amparo Sánchez             | La boda de Rosa      |
| Esther Guillem, Marta Arce | La mort de Guillem   |

### Millor Curtmetratge de Ficció
| Imatge                | Curtmetratge de ficció      | Direcció       |
| --------------------- | --------------------------- | -------------- |
|                       | Stanbrook                   | Óscar Bernàcer |
| Confeti               | Sergi Miralles, Mila Luengo |                |
| Orquesta Los Bengalas | David Valero                |                |

### Millor Curtmetratge d’Animació
| Imatge             | Curtmetratge d'animació | Direcció    |
| ------------------ | ----------------------- | ----------- |
|                    | Rutina, la prohibición  | Samuel Ortí |
| Esfinge urbana     | Maria Lorenzo           |             |
| ¿Dónde estabas tú? | María Trénor            |             |

### Millor Curtmetratge Documental
| Imatge                    | Curtmetratge Documental | Direcció       |
| ------------------------- | ----------------------- | -------------- |
|                           | Apache                  | Octavio Guerra |
| El deseado                | Oscar Bernácer          |                |
| Alacant, ciutat en guerra | Ambra Llibres           |                |

### Millor Sèrie de Televisió
| Imatge    | Sèrie       | Direcció         |
| --------- | ----------- | ---------------- |
|           | Parany      | Juan Luis Iborra |
| La fossa  | Agustí Vila |                  |
| Cancelled | Luke Eve    |                  |

### Millor Sèrie Documental
| Imatge                 | Sèrie                | Direcció           |
| ---------------------- | -------------------- | ------------------ |
|                        | La memòria rescatada | Helena Sánchez Bel |
| Inoblidables           | Miguel Llorens       |                    |
| Diari de la quarantena | Eugeni Alemany       |                    |

### Millor Videojoc
| Imatge           | Videojoc                    | Creador |
| ---------------- | --------------------------- | ------- |
|                  | Summer in mara              | Chibig  |
| Relicta          | Mighty Polygon              |         |
| Timbila Live Aid | El Capricho Audiovisual S.L |         |